# 毛利眞美
毛利 眞美（真実）(もうり まみ、1926年（大正15年）5月3日 - 2022年（令和4年）1月9日）は、主に昭和時代に活躍した洋画家。毛利元就の子孫である毛利利喜衛の六女として生まれ、1950年（昭和25年）に渡仏して絵を学ぶ 。1950年代から1960年代にかけて、フランスと日本を行き来しながら、作品を発表した。その後、制作活動から遠ざかっていたが、1997年（平成9年）に個展を開催して活動を再開した。2022年（令和4年）に死去。夫は洋画家の堂本尚郎。

## 経歴

### 生い立ち
出生～受洗
1926年 (昭和9年)5月3日に広島で生まれた。父の利喜衛は広島県呉市出身で、毛利元就の七男の毛利元政から数えて十六代目にあたる。母のキミノは同県の向洋出身で、澤田家という庄屋の娘であった。姉弟に長女の梭織(後にキミノの弟夫婦の養女となる)、次女の愛、三女の美恵、四女の雅、五女の和、弟の長男・匡之がいた。
1943年(昭和18年)4月に上京し、女子美術専門学校西洋画科に入学した。先に上京していた姉の愛の家に下宿したが、同様に結婚して上京していた美恵の家によく足を運び、美恵の夫である大賀小四郎とも交流した。大賀と美恵は後に離婚するが、彼はその後も眞美のパリ留学の相談に乗り、キミノの説得もした。
翌年の1944年(昭和19年)に瘰癧(頸部リンパ節結核)のために学校を中退し、広島に戻り、カトリック幟町教会の二人の司祭にフランス語を習った。
1948年(昭和23年)に父の利喜衛が他界した。同年、広島幟町教会にて洗礼を受けた。
出港～パリ到着
1950年(昭和25年)、GHQよりパスポートが発券された。この時、眞美は母のキミノに黙ってビザの手続きをした。
同年の6月7日、ラ・マルセイエーズ号で神戸港を出航した。同船には、作家の遠藤周作や、柔道家の粟津正蔵も同乗しており、遠藤は自著『作家の日記』(1950年6月-1952年8月)に当時の船上生活の様子や、同乗していた眞美への謝辞を綴っている。
7月5日にマルセイユに到着すると、神父の親戚であるアデール・ミショー夫人の家に10日ほど滞在した。その後、ホームシックに陥ってしまうと、ノルマンディーにある神父の母親の家に滞在した。その後は信者たちの家に約1か月単位で滞在し、滞在先を転々としながらソルボンヌ大学の外国人を対象とする語学講座や、画塾グランド・ショミエールに通った。
10月、ベルギーのリエージュに行き、もう1人の神父の姉を訪ねた。

アンドレ・ロートの画塾入学～帰国
ベルギーから帰国後、眞美は友人からアンドレ・ロートの話を聞き、1950年(昭和25年)10月末にパリのモンパルナスにあるロートの画塾に入学し、以降9か月間学んだ。ロートの画塾では、キュビスムのロジックや構成を学んだ。また、この年に渡仏して来た朝吹登水子や、1952年に渡仏して来た石井好子、1937年(昭和12年)からパリで暮らしていた声楽家の古澤淑子と親交を結んだ。特に眞美は古澤から大きな影響を受け、日本へ帰国する時期も偶然重なった。
同年夏に単身で1か月イタリアへ出かけた。ローマに向かう途中、硲伊之助の案内でヴァンスを訪れ、アンリ・マティスを訪問した。マティスの勧めで、当時彼が手掛けていたヴァンスのロザリオ礼拝堂を見学した。眞美は以前からロジックと矛盾、理想と人間性の問題を絵画の上で悩んでいたが、このイタリア旅行を通して「プリミティフの絵画の新鮮さや強さに感激」し、「キュビズムから出る決心」がついて具象表現に回帰した。また、自身の表現を「幾何学的構成と鮮やかな色彩による具象表現に」見いだすに至った。
1952年(昭和27年)3月頃、古澤淑子と共にラ・マルセイエーズ号に乗船し、日本に帰国した。同年4月5日、ラ・マルセイエーズ号は横浜港に到着した。

### 画家としての活動
画家デビュー
パリから帰国後、1953年1月9日～13日に資生堂ギャラリーで1回目の個展が開催され、画家デビューとなった。このとき会場を訪れた堂本尚郎と出会った。この個展について、招待客の一人である毎日新聞社の美術記者・船戸洪吉が『美術手帖』3月号にて批評した。また、美術評論家・植村鷹千代も『朝日新聞』「美しい色調　毛利眞美個展」にて批評を残した。展覧会の評判は良く、『サンデー毎日』1953年3月1日号の表紙にも「緑の服」が掲載された。
そして1954年の3月1日～5日には２回目の個展が資生堂ギャラリーで開催された。この個展について、記事の著者「F」による批評が『毎日新聞』「美術展メモ」に掲載されている。
 結婚と出産 
1956年6月6日に眞美は飛行機でパリに渡り、同年10月22日、パリで堂本尚郎と結婚式を挙げた。1959年12月、個展準備のために眞美と尚郎は3年ぶりに帰国した。そして1960年4月18日～28日に東京都銀座・東京画廊で3回目の個展「毛利眞美展」を開催した。
その後、同じ年に妊娠が発覚した眞美は、12月27日、パリで出産した。その後は絵画から離れることを決意し、1967年9月にはパリのアトリエを閉め、日本へ帰国した。
 再び絵を描く 
それからしばらくは制作から離れていたが、1994年、眞美は脳内出血発作に襲われ倒れた。発作は深刻なものにはならなかったが、このことをきっかけに眞美は再び画家として筆を握る。高見澤たか子が著した伝記『ふたりの画家、ひとつの家　毛利眞美の生涯』には、このときのことについて、「「私も自分の作品を残したい！」という眞美の切実な訴えに、尚郎は久しくアトリエを独占していたことを詫びた。」とあり、この後眞美は再び制作活動を再開した。1997年6月16日～7月5日には約30年振りに、4回目の個展を東京都銀座・松村画廊で開催した。

### 晩年、死など
2022年1月9日、眞美は95歳で死去した。眞美の死後2023年5月22日には、東京都の南天子画廊にて高見澤たか子著『ふたりの画家、ひとつの家　毛利眞美の生涯』の出版記念として5回目の個展「毛利眞美展」が開催された。